# جوسيب دومينغو فيرير
جوسيب دومينغو فيرير (بالإسبانية: Josep Domingo-Ferrer)‏ هو عالم حاسوب إسباني، ولد في 26 يوليو 1965 في ساباديل التي تقع في منطقة كاتالونيا، شرق إسبانيا.